# 30-та гренадерська дивізія СС (1-ша білоруська)
30-та гренадерська дивізія СС (1-ша білоруська) (нім. 30.Waffen-Grenadier-Division der SS (weissruthenische Nr. 1) — з'єднання, гренадерська дивізія в складі військ Ваффен-СС Третього Рейху. Дивізія була сформована під номером 30, як і колишня 30-та гренадерська дивізія СС (2-га російська), що була розформована у грудні 1944 року. З'єднання почало формування 9 березня 1945 на основі 1-ї білоруської бригади СС (нім. Waffen Grenadier Brigade der SS (weissruthenische nr 1), однак сформуватися не встигала і у квітні 1945 була розформована. У бойових діях участі не брала.

## Командування

### Командири
- СС-оберштурмбанфюрер Ганс Зіглінг (нім. Hans Siegling) (9 березня — 22 квітня 1945).

## Райони бойових дій
- Німеччина (березень — квітень 1945).